# Tandem (album)
Tandem è il quarto album in studio del cantante austriaco Julian Le Play, pubblicato il 7 agosto 2020 dalla Troubadour e Columbia.

## Tracce
1. Leuchtturm – 2:56
2. Hellwach (con Toksi) – 3:35
3. Team – 3:21
4. Das sind die Nächte – 3:13
5. Stein ins Meer – 3:50
6. Sterne – 3:44
7. Millionär – 3:28
8. Für immer jung – 3:34
9. Du & Ich – 3:29
10. Wenn alles brennt – 3:40
11. No More Drama – 3:15
12. Hurricane – 3:42
13. Sonne & Mond (feat. Madeline Juno) – 4:00
14. Still – 3:34
15. Bergauf – 3:23

## Classifiche
| Classifica (2020) | Posizione massima |
| ----------------- | ----------------- |
| Austria           | 1                 |